# Église Saint-Séverin-et-Saint-Fiacre de Porcheville
L'église Saint-Pierre-Saint-Paul est une église catholique située à Porcheville, en France.

## Localisation
L'église est située au no 46, Grande-Rue, sur la commune de Porcheville, dans le département français des Yvelines.

## Historique
Datant de 1388 , elle dépendait autrefois de l'abbaye de Marmoutier.
Elle est rebâtie au XIIIe siècle et restaurée au XIVe siècle dans le style Renaissance.
De nouvelles transformations sont entreprises au XVIIIe siècle.

## Description
Le clocher est en tour carrée munie de contreforts. C'est un bâtiment à nef unique, dont le chœur est à trois pans.